# Acteur
Pour les articles homonymes, voir Acteur (homonymie) et Comédien (homonymie).

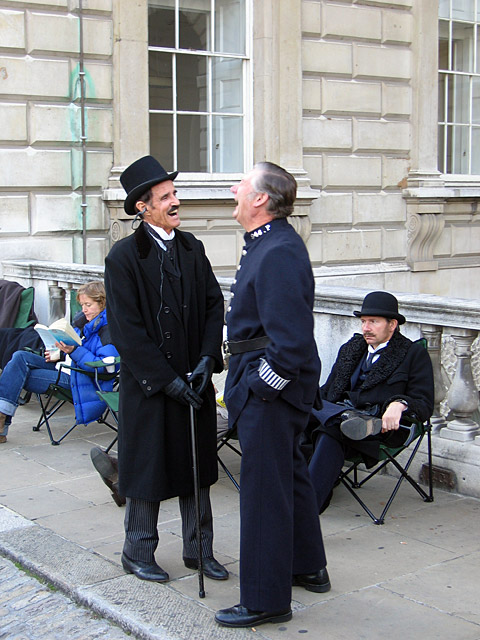
Acteurs en costume d'époque, plaisantant en attendant les prises de vue d'un téléfilm à l'hôtel Somerset à Londres.

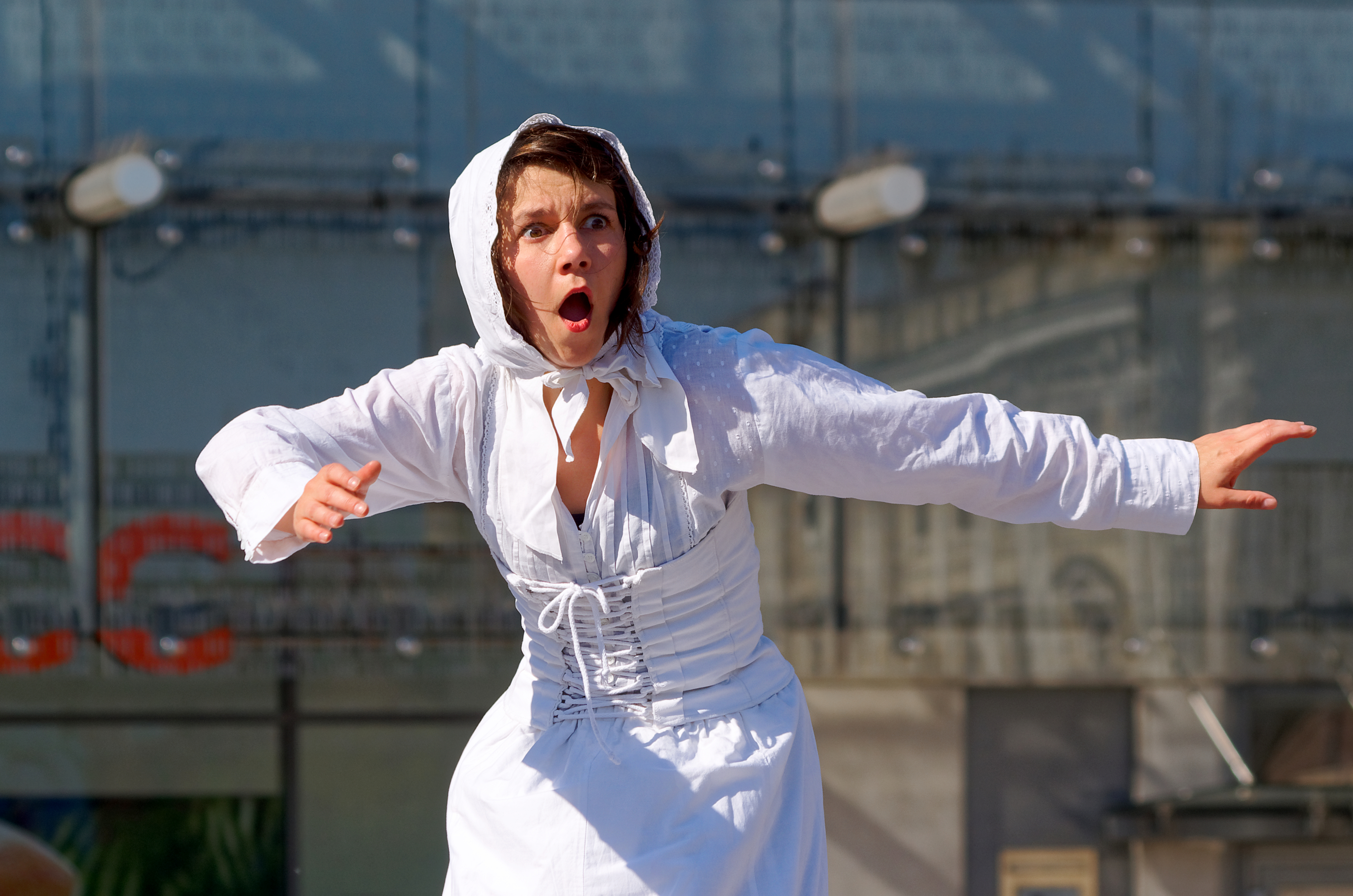
Actrice jouant au théâtre du Kaléidoscope à Cracovie (mai 2018).

Un acteur, ou comédien, est un artiste qui prête son physique ou sa voix à un personnage fictif dans une œuvre artistique animée, au cinéma, au théâtre, à la télévision, à la radio ou encore dans un jeu vidéo, conformément à certaines conventions artistiques. Le principal support de l'acteur est le texte mais il peut également se servir du mime, de la danse ou du chant, selon les besoins de son rôle, notamment dans les comédies musicales.

## Étymologie
Le terme « acteur » (au féminin « actrice ») est issu du latin actor (celui qui interprète un personnage dans le cadre d'une mise en scène, « celui qui fait, l'exécuteur ».
Étymologiquement, le « comédien » est un acteur plus particulièrement spécialisé dans la comédie (κωμῳδία / kômôidía), de même que le « tragédien » est davantage spécialisé dans la tragédie (τραγῳδία / tragôidía), les deux grands genres dramatiques traditionnels étant la tragédie et la comédie. Le drame (du latin « drama », emprunté au grec ancien δρᾶμα / drâma, qui signifie « action (théâtrale), action jouée sur scène, pièce de théâtre ») désigne étymologiquement toute action scénique,. Avec le temps, cette distinction s'est estompée dans l'usage : l'art de l'acteur est aujourd'hui désigné en langue française sous le nom de « comédie ».
En France, les différentes conventions collectives du spectacle vivant et de l'audiovisuel attribuent des noms différents au même emploi : l'interprétation d'un rôle. Si l'appellation d'artiste interprète (ou artiste-interprète) réunit les artistes dramatiques, chorégraphiques, lyriques, de variétés (music-hall), de cirque ainsi que les musiciens (non solistes) dans la Convention collective nationale des artistes engagés pour les émissions de télévision, Radio France a conservé sur les fiches de paie la dénomination « Artiste dramatique » pour l'interprétation des fictions et feuilletons radiophoniques.

### Dénominations

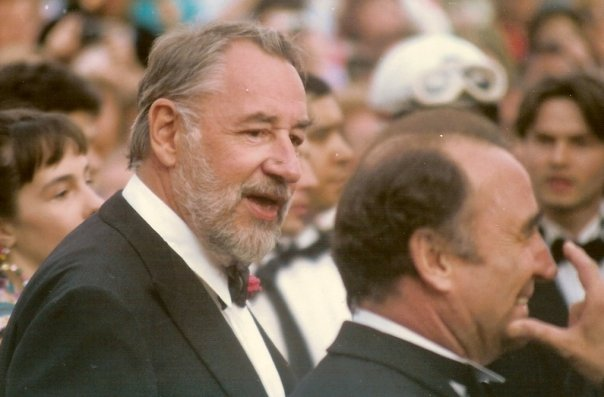
Les acteurs français Philippe Noiret et Claude Brasseur au festival de Cannes de 1989.

En français, les mots « acteur » et « comédien » ne font plus, dans le langage courant, l'objet d'une différence marquée dans leur emploi. Pierre Frantz, dans le Dictionnaire encyclopédique du théâtre, écrit : « On emploie le plus souvent indifféremment l'un ou l'autre terme. On distingue cependant l'acteur qui, représentant sur scène un personnage, remplit ainsi une fonction dramaturgique, du comédien, personne sociale, qui fait son métier de la représentation des personnages au théâtre » ; pour cet auteur, le terme acteur est plus volontiers employé que comédien pour le cinéma. L'usage de « comédien » existe cependant dans le contexte du cinéma.
Louis Jouvet écrit pour sa part, dans Réflexions du comédien (1938), « L'acteur ne peut jouer que certains rôles ; il déforme les autres selon sa personnalité. Le comédien, lui, peut jouer tous les rôles. L’acteur habite un personnage, le comédien est habité par lui »[réf. souhaitée]. L'acteur Alain Delon différencie ainsi l'« acteur » du « comédien » : « Ma carrière n'a rien à voir avec le métier de comédien. Comédien, c’est une vocation. C'est la différence essentielle – et il n’y a rien de péjoratif ici – entre Belmondo et Delon. Je suis un acteur, Jean-Paul est un comédien. Un comédien joue, il passe des années à apprendre, alors que l’acteur vit. Moi, j’ai toujours vécu mes rôles. Je n’ai jamais joué. Un acteur est un accident. Je suis un accident. Ma vie est un accident. Ma carrière est un accident,. »
La distinction entre « acteur » et « comédien » n'est pas fixée en langue française. L'édition 1990 du Petit Robert définit « acteur » comme « artiste dont la profession est de jouer un rôle à la scène ou à l'écran » et « comédien » par « personne qui joue la comédie sur un théâtre » ; l'édition 2012 du même dictionnaire indique simplement « personne qui joue la comédie ; acteur, actrice ». Le Larousse définit « comédien » par « personne dont la profession est de jouer au théâtre, au cinéma, à la télévision ou à la radio ; acteur, actrice » et « acteur » par « Personne dont la profession est d'être l'interprète de personnages à la scène ou à l'écran ; comédien ». Si le terme comédien peut paraître avoir un caractère plus noble en langue française, ou désigner plus spécifiquement les acteurs de théâtre, s'agissant d'artistes dramatiques, les deux mots peuvent être utilisés alternativement et sans distinction particulière dans le langage courant, y compris par les professionnels.

## Histoire
Le premier acteur serait le Grec Thespis (ou Thespus) qui aurait joué en 534 av. J.-C. au théâtre d'Athènes pour les fêtes de Dionysos, devenant ainsi le premier à interpréter des paroles, séparément du chœur, dans une pièce de théâtre. Avant lui, les histoires étaient racontées avec des danses ou des chansons, à la troisième personne, mais aucune trace d'histoire racontée à la première personne ne nous est parvenue. Cet acteur est unique à l'origine et, seul protagoniste, il parle avec le chœur. Le dramaturge grec Eschyle est le premier à introduire un deuxième personnage (le deutéragoniste). Puis Sophocle en fait intervenir un troisième : le tritagoniste. L'existence dans l'Antiquité d'un tétragoniste est discutée.
En France, les métiers du théâtre sont longtemps réservés aux hommes, donnant lieu à des excommunications d'acteurs ; ce n'est qu'en 1603, à l'occasion d'une tournée théâtrale d'une troupe italienne, qu'une femme, Isabella Andreini, obtient le droit de monter sur scène. L'édit royal du 16 avril 1641 de Louis XIII est le précurseur du statut de comédien dont le travail « ne puisse leur être imputé à blâme, ni préjudice à leur réputation dans le commerce public ».

## Rôle

### Incarnation d'un personnage

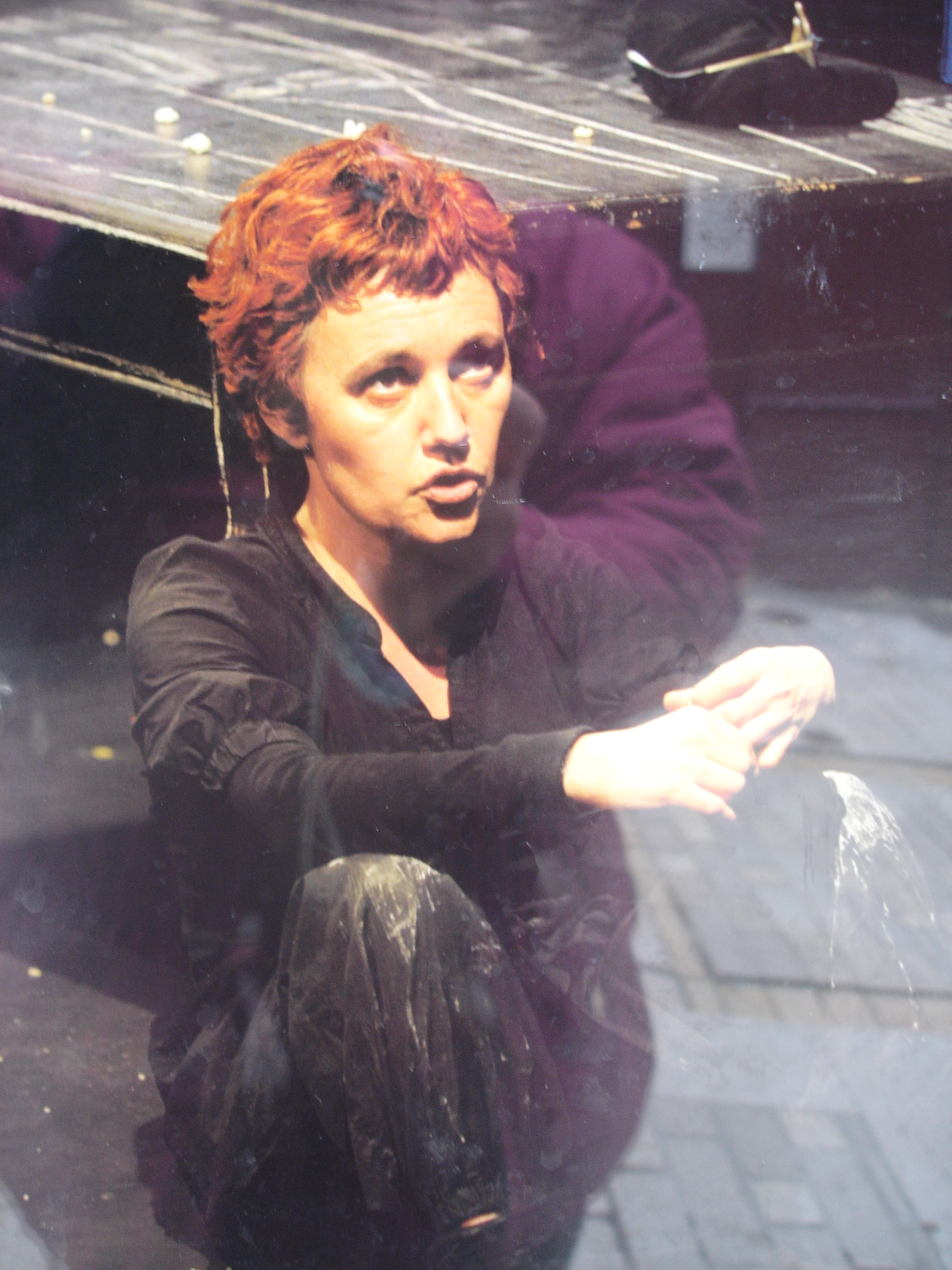
Actrice en répétition.

L'acteur est celui qui met en acte, en action, le texte écrit par le dramaturge, et les situations organisées par le metteur en scène. C'est lui qui agit et donne vie au personnage. Dans certains cas comme les spectacles d'improvisation (par exemple la commedia dell'arte), il peut être lui-même l'unique créateur de son rôle.
Il existe une ambiguïté constante entre la personnalité du rôle et celle de son interprète. Ce paradoxe a notamment été exposé par Diderot dans son Paradoxe sur le comédien. On raconte[style à revoir] qu'un acteur romain du nom d'Ésope, emporté par la folie du personnage d'Oreste, assassina un de ses partenaires ; de même, l'acteur Genest se serait converti, emporté par la foi de son personnage, et fut même sanctifié (pour avoir subi le martyre, et non pour sa passion du théâtre…). L'acteur change d'identité afin de pouvoir incarner tel ou tel autre personnage, cependant les cas de confusion mentale sont rarissimes et l'acteur doit rester lui-même pour créer artistiquement un caractère. L'identification à son personnage n'est jamais totale, sous peine de folie. L'acteur puise à la fois dans son vécu et son imaginaire pour créer un rôle. L'Église catholique, pendant des siècles, a vu d'un fort mauvais œil cette capacité à dissimuler ou à transformer la nature profonde de son être : les acteurs furent excommuniés à partir de l'an 398. Molière fut enterré à la sauvette, et il fallut attendre le XXe siècle pour qu'une actrice, comme Sarah Bernhardt par exemple, puisse avoir des obsèques nationales.

### Jeu
Le « jeu » de l'acteur intervient souvent en complément d'un autre art. S'il est partie intégrante des arts traditionnels (architecture, sculpture, peinture, gravure, musique), il peut aussi exister seul (une lecture de texte, un spectacle d'improvisation, par exemple) ou bien s'ajouter aux autres arts, notamment ceux où l'interprétation est séparée de la création : théâtre, télévision, cinéma.
Pour construire son jeu, l'acteur pratique un entraînement. Cet entraînement exerce et développe la relation aux autres et la relation à soi-même. Pour éviter que cet entraînement devienne une forme répétitive vide de jeu, l'actrice cultive son imagination pour qu'elle envoie toujours des images qui vont motiver la forme répétée. Ainsi un acteur se lèvera plus facilement et plus justement s'il croit attraper un objet, au lieu de s'entraîner à se lever pour uniquement se muscler. L'acteur développera ses exercices selon sa coordination, son équilibre, et l'exploration des limites de son corps, sans brutalité.
En développant son système, Constantin Stanislavski, l'un des fondateurs du théâtre du XXe siècle, a montré que ce qu'il appelle la mémoire émotionnelle de l'acteur est au centre du jeu juste : à partir du moment où l'on peut retrouver la mémoire des émotions personnelles vécues on peut les ressentir lors d'une présentation et ainsi exprimer de façon vraie un rôle. Mais la mémoire est souvent capricieuse. Pour la favoriser, il a proposé de la solliciter par des séries d'actions physiques, correspondant au rôle, amenant l'interprète dans l'état émotionnel conservé en lui ou en elle. Cette approche a été développée par Jerzy Grotowski, et plein d'autres. Cependant, Mikhaïl Tchekhov, un élève de Stanislavski, ne reconnaissait pas l'existence des émotions personnelles. Pour arriver à un jeu juste, il propose plutôt de « colorier » les actions, coloration vue comme une approche du sentiment, de son éveil, imitant une vision que nous aurions, et qui nous serait proposée dans un espace extérieur. On joue d'abord l'action au cours de l'exercice, l'approche du sentiment ne se faisant que prudemment, non pas en l'exprimant, mais en le coloriant, en donnant une certaine excitation (lenteur, attention, joie, fatigue…) qui, elle, invitera peut-être à l'émotion.
Les acteurs entraînent également leur mémoire sensorielle, ou mémoire des sens. Par cette mémoire, le corps tout entier se souvient de ce qu'il a vécu. Il est possible de la travailler en se souvenant d'un événement de la veille. La marque de cette mémoire est que son réveil fait bouger, de façon incontrôlable, son corps. Par cette discipline, les émotions peuvent se délivrer librement et justement, intactes selon la situation vécue, par rapport à la situation jouée. C'est pour cela que chacune, chacun, doit s'entraîner à goûter ses émotions, même les plus habituelles.